# Pavane

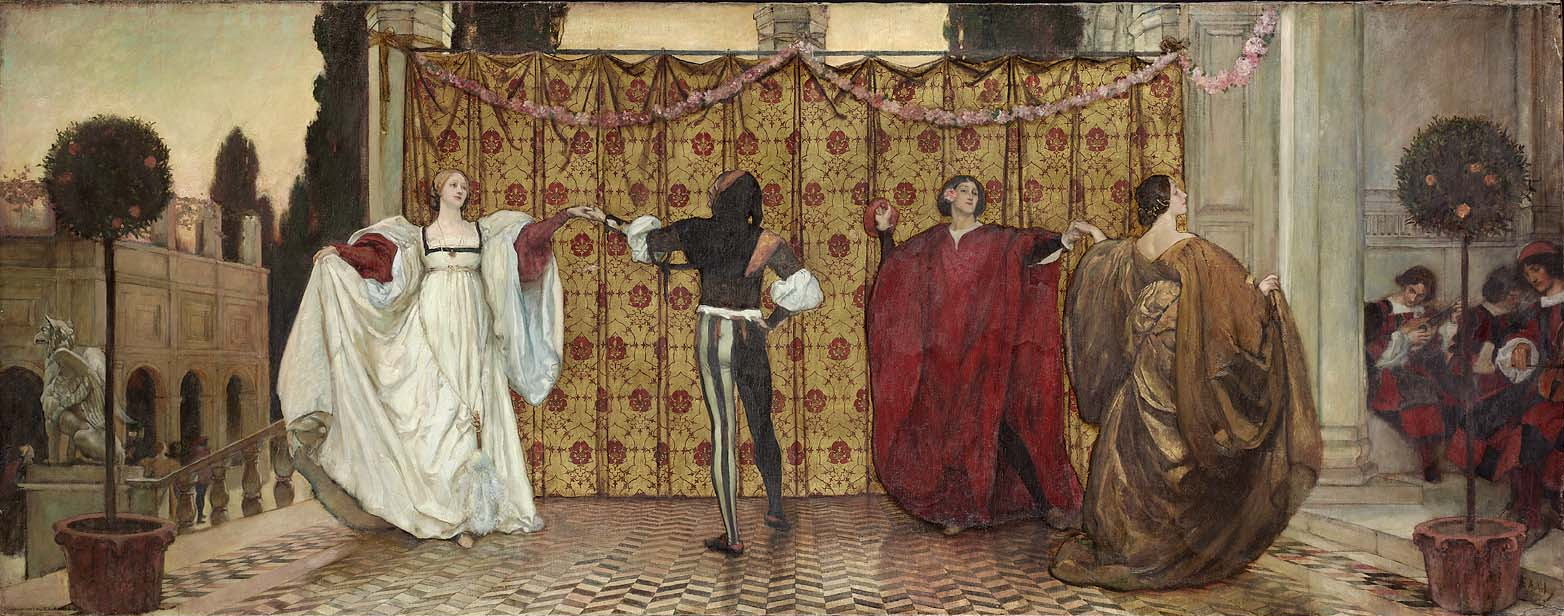
Målningen A Pavane av Edwin Austin Abbey.

Pavane [-va’n], via franska från italienskans Pava’na (Padova’na), är en pampig renässansdans av italienskt ursprung (från Padua). Den går i jämn takt och gravitetisk rörelse, och var särdeles omtyckt på 1500-talet. Den blev snabbt populär vid de kungliga hoven runt om i Europa.
På densamma följde vanligen en raskare efterdans i tretakt (gaillarde och dylika). I danssvitmusiken på 1600-talet gjordes pavane till bärare av den patetiska stilen. I Spanien dansades pavane när man bar sorg, vilket gav dansen en karaktär av allvar.
Pavanen är långsam och går i 2/4-takt eller 4/4-takt.
Ibland har pavaner skrivits även i senare tid. Ett känt exempel är Maurice Ravels "Pavane för en död prinsessa" från 1899.